# European Values Study
Die European Values Study ist eine umfangreiche, transnationale empirische Langzeitstudie zu Werten und Einstellungen der Europäer.

## Geschichte der Studie
Die European Values Study wurde 1978 von der European Value Systems Study Group (EVSSG), einem informellen Zusammenschluss von Sozialwissenschaftlern initiiert. Ziel ist es, herauszufinden, ob die Europäer gemeinsame Werte teilen, ob und in welche Richtung sich diese Werte ändern, welche Rolle das Christentum dabei spielt und welche Auswirkungen dies für die Europäische Einheit habe. Heute wird die Studie, die alle neun Jahre wiederholt werden soll (bisherige Erhebungen 1981, 1990, 1999/2000, 2008, 2017), von einer Stiftung mit dem Namen European Values Study getragen. Die Durchführung der Studie wird in jedem der 33 untersuchten europäischen Länder von Fachleuten betreut. Inzwischen wurde die EVS mit dem World Values Survey (WVS) zu einer globalen Wertestudie ausgebaut und wird nun von einem weltweiten Netzwerk von Sozialwissenschaftlern betreut.

## Umfang der Studie und Bedeutung
Die EVS ist die bei weitem umfangreichste Studie zur Erfassung menschlicher Wertvorstellungen in Europa. Bisher wurden in einem Zeitraum von 20 Jahren mehr als 100.000 Personen befragt und gut 23 Millionen Informationen gesammelt. EVS und WVS  bieten damit einzigartige Ressourcen für die empirische Sozialforschung. Auf der Basis dieser Daten kam es schon zu einer Fülle an Publikationen.

## Methodik
Die EVS beziehungsweise WVS erhebt mittels standardisierter Fragebögen in persönlichen Interviews Daten unter anderem zu religiösen Einstellungen und Praktiken europäischer Bürger über 18 Jahre.

## Zugang zu den Daten der EVS
Die Daten der EVS und der WVS sind auf den offiziellen Homepages (siehe unten) online öffentlich zugänglich und werden zudem in source books publiziert.